# Tony Todd
Tony Todd (født 4. december 1954 i Washington D.C., USA, død 6. november 2024) var en amerikansk skuespiller. Han spillede i over 100 film og tv-serier og er nok mest kendt for sin rolle som Captain Darrow i The Rock (1996).